# Anita Malfatti

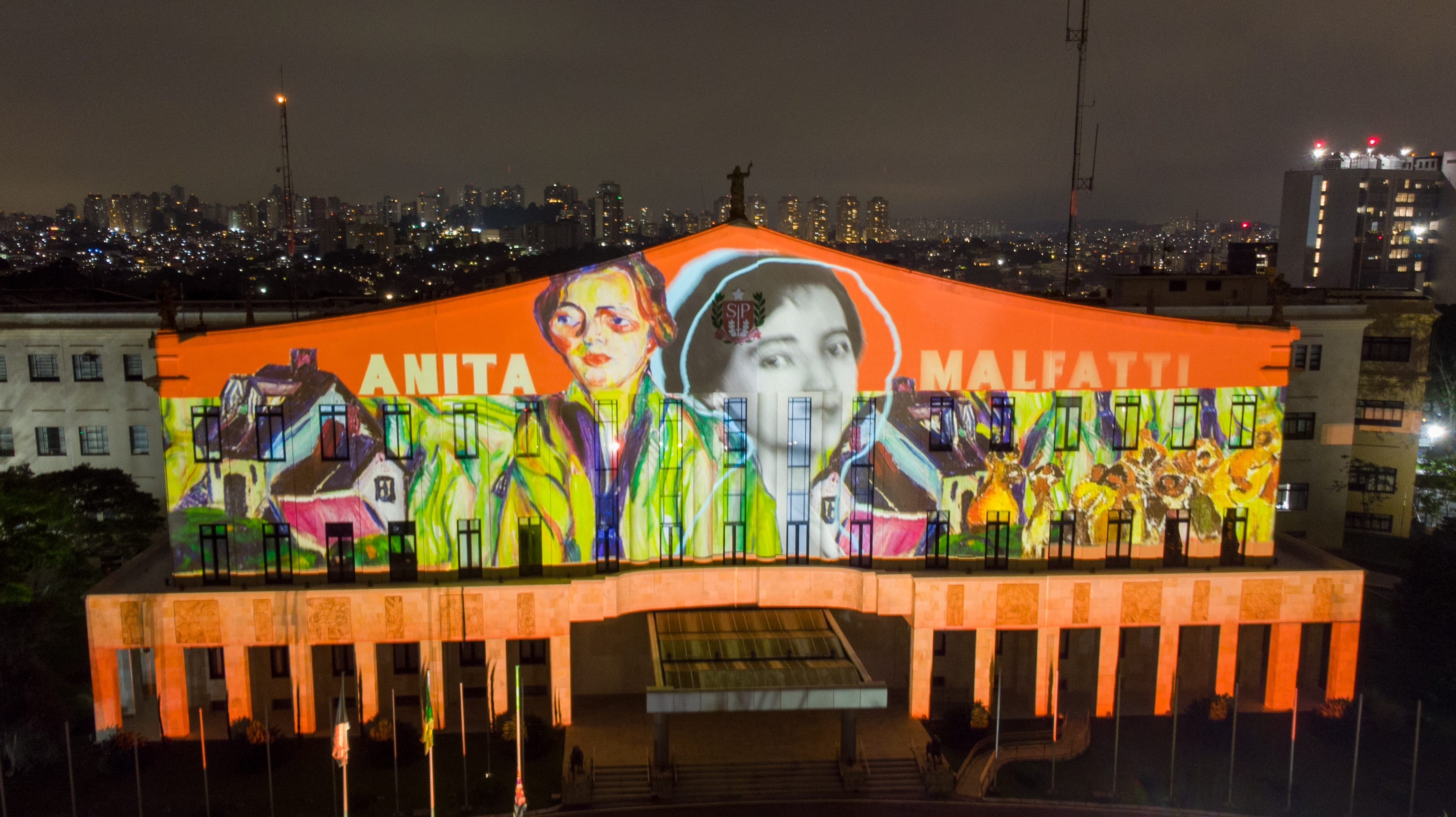
Vídeo mapping amb la imatge de Malfatti, durant la commemoració del centenari de la Setmana d'Art Modern.

Anita Malfatti   (São Paulo, 2 de desembre de 1889 - São Paulo, 6 de novembre de 1964) va ser una pintora, dibuixant, gravadora, il·lustradora i professora ítalo-brasilera. Anita Malfatti tenia discapacitat motora. És considerada pionera de l'Art Modern en el Brasil.

## Formació

### Primers anys
Filla de l'enginyer immigrant italià, nacionalitzat brasiler, Samuele Malfatti i de la pintora nord-americana poliglota, d'origen alemany, Eleonora Elizabeth "Betty" Krug, Anita Malfatti va néixer a la ciutat de São Paulo, el 2 de desembre de 1889, sent la segona filla de la parella. Va néixer amb una deficiència congènita en el braç dret i, per aquest motiu, als tres anys d'edat, va ser sotmesa a una cirurgia a la ciutat de Lucca, Itàlia, amb l'esperança de corregir l'atròfia. No obstant això, no va aconseguir la recuperació total dels moviments. Tornant al Brasil, va tenir el suport de l'alemanya Miss Browne, la governanta de la família, en el desenvolupament de l'escriptura i aprenent a dibuixar amb la mà esquerra.
Va iniciar els seus estudis el 1897 en l'Externato São José de monges catòliques, on va ser alfabetitzada.
Als 13 anys, Anita Malfatti havia intentat suïcidar-se tombant-se en les vies de l'estació de tren de Barra Funda, el barri de São Paulo on vivia. El 1902, amb la mort prematura del pare d'Anita, la seva mare, Betty, comença l'activitat professional com professora de llengües i pintura. Anita es va iniciar en la tècnica de pintura amb la seva mare. Va completar els estudis en escoles protestants. Va finalitzar la secundària a l'Escola Americana, el 1903, i més tard el Mackenzie College on, el 1906, rep el diploma de mestra.

### Alemanya
El seu gust per l'art també va ser influenciat pel seu oncle i padrí, l'enginyer Jorge Krug. Tenia el somni d'estudiar en París, no obstant això, va embarcar a Berlín el 1910, amb el finançament de Krug.
Anita va arribar a Alemanya acompanyada per unes amigues, les germanes Shalders, en una època notable en la història de l'Art Modern alemany. Berlín era, llavors, el gran centre musical d'Europa. Acompanyant les seves amigues a les aules en el centre musical, va conèixer l'artista Fritz Burger, un retratista que dominava la tècnica expressionista. Anita va ser orientada per Burger durant sis mesos i, de seguida, va ingressar en l'Acadèmia de Belles Arts de Berlín. Després d'un any d'estudis percep que l'art acadèmic no li interessa i abandona els estudis. Durant les vacances d'estiu, Anita va visitar la 4a Sonderbund, una exposició a Colònia, coneixent els treballs de pintors moderns i famosos, com Van Gogh.
També va estudiar amb Lovis Corinth, pintor d'anomenada que tenia una escola de pintura per a dones. Alguns anys abans, Corinth hi havia patit un accident vascular cerebral que li havia deixat com a seqüela una dificultat motora, com la d'Anita. Per això, s'especula, va ser més pacient amb Anita que amb les seves altres alumnes. En aquest període, Anita s'interessava per la pintura expressionista, desitjant aprendre el seu concepte i la seva tècnica. El 1913, fa classes amb el professor Ernst Bischoff-Klum.
Amb la inestabilitat política i social causada per una guerra que es mostrava imminent, Anita Malfatti resol deixar Berlín i, passant ràpidament per Paris, retorna al Brasil.

### Primera exposició al Brasil
El 1914, amb 24 anys, Anita encara tenia el desig de millorar a París. Sense recursos econòmics, va intentar aconseguir una borsa del Pensionato Artístico de l'Estat de São Paulo. Per aquesta raó, va muntar el 23 de maig de 1914, una exposició amb obres seves, demostrant influència de l'estil expressionista. El senador José de Freitas Valle va visitar l'exposició. Depenia d'ell la concessió de la borsa. Però a l'influent polític no li van agradar les obres de Malfatti, arribant a criticar-les públicament.
El crític d'art Nestor Rangel Pestana va reconèixer el talent de Anita, però, a causa de la guerra, les borses d'estudis van ser suspeses. Un cop més, finançada per l'oncle Jorge Krug, Anita embarca cap a Nova York.

### Estats Units
A l'inici de 1915, Anita Malfatti es va matricular en l'Art Student's League, passant a estudiar gravat i pintura. Posteriorment, es va matricular en la Independent School of Art, on va conèixer el pintor i filòsof Homer Boss, que era conegut per respectar l'expressió i ritme de cada alumne. Ell va orientar Anita a adintrar-se encara més en l'expressionisme.
A mitjans de 1916, va tornar al Brasil, portant un estil d'art considerat molt xocant i que no complia les expectatives dels seus familiars. Així, perd el suport financer del seu padrí.

## Carrera professional

### Tornada al Brasil

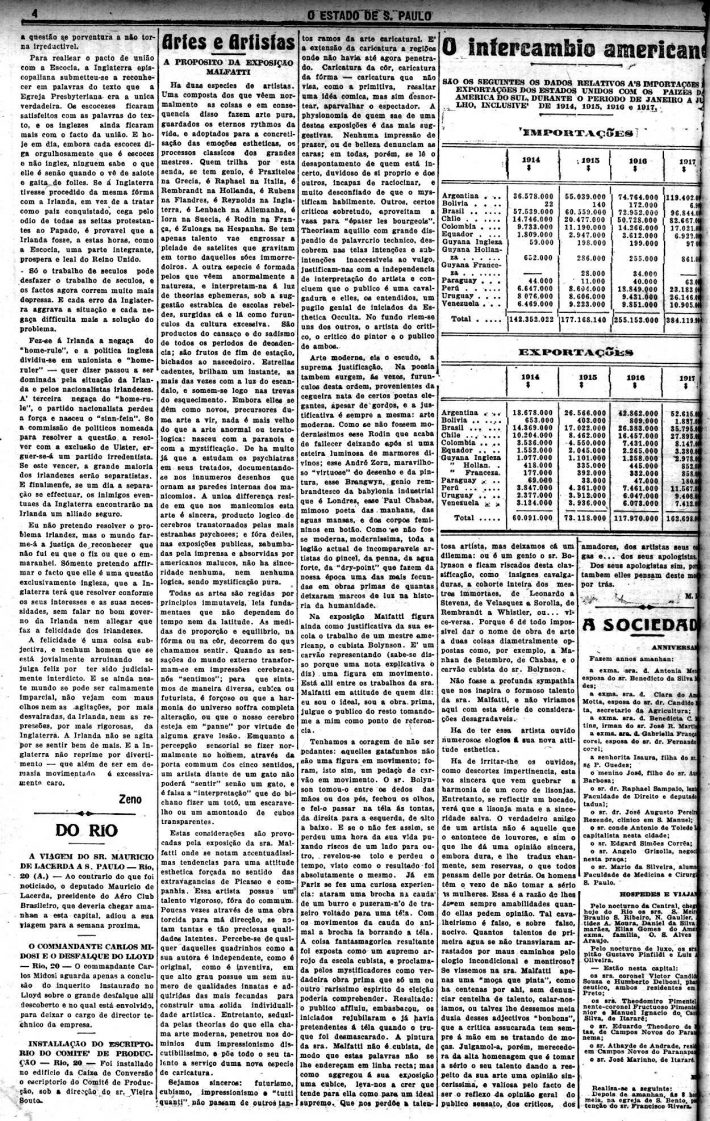
Article de Monteiro Lobato sobre l'exposició de Malfatti de desembre de 1917.

El 1917, de tornada al Brasil, Anita va promoure una segona exposició el 13 de desembre de 1917, amb l'esperança que el seu art fos comprés per un públic més ampli. Les seves pintures causen tanta polèmica com admiració. La seva obra A Boba és durament criticada per l'ala conservadora de l'elit cultural de São Paulo. La crítica més dura, però, va arribar-li de la mà del famós escriptor i crític Monteiro Lobato que, el 20 de desembre, va dedicar un article a l'assumpte en el diari O Estado de S. Paulo, titulat A propósito de la exposição Malfatti. Lobato va considerar les obres de l'artista distorsions de mal gust.
Moltes de les seves obres van ser retornades, altres gairebé destruïdes. Anita es va submergir en una profunda tristesa i es va aïllar de tots. Va suprimir la seva inquietud artística, reprenent, el 1919 els estudis acadèmics. Les crítiques severes i reaccions conservadores, no obstant això, van provocar la reacció de joves literats i artistes visuals, com Oswald de Andrade, Menotti Del Picchia i Emiliano Di Cavalcanti, en defensa de Malfatti. Aquest moment és emblemàtic per haver possibilitat el reconeixement i aproximació d'aquells que vindrien a anomenar-se modernistes.

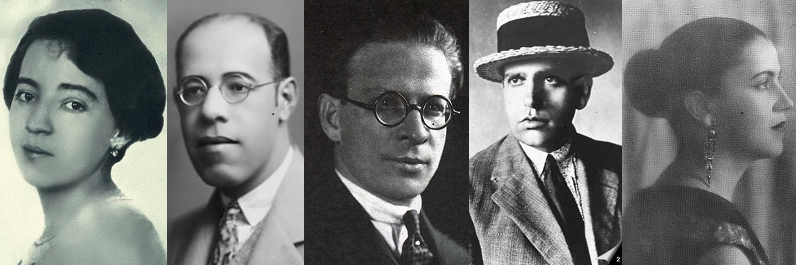
Grupo dos Cinco

Anita inicia estudis amb el pintor acadèmic Pedro Alexandrino Borges l'any 1919. Freqüentant el taller del pintor alemany George Fischer Elpons, a São Paulo, va conèixer Tarsila do Amaral. En aquest període, l'aproximació de Malfatti a Tarsila, així com a Del Picchia, Oswald i Mário de Andrade, va fer amb que passessin a poc a poc a actuar com un grup, conegut com el Grupo dos Cinco. A conseqüència d'això, va ser organitzada la Semana de Arte Moderna de 1922. La Setmana d'Art Modern va moure la vida artística São Paulo. Anita hi va participar amb 22 treballs.

### L'Europa dels anys vint
Anita va aconseguir, per fí, la seva beca del Pensionato. Va embarcar cap a Paris, en el que seria l'últim i més llarg període fora del Brasil. L'agost de 1922, amb 33 anys, va embarcar en el vapor Mosella rumb a França. Viatja amb molts dubtes encara sobre el camí que devia seguir en la seva art. Amb tot, no va deixar de produir.

### Segona tornada al Brasil
A finals de setembre de 1928, Anita va tornar al Brasil. L'ambient artístic ja era diferent d'aquell que havia deixat anys abans, amb nous adeptes i nous moviments. El nombre d'artistes plàstics també havia crescut. El 1929, va obrir a São Paulo la seva quarta exposició individual.
Després d'això, a partir de 1932, Anita es va dedicar a l'ensenyament escolar. Va reprendre les seves aules en l'Escola Normal Americana i va treballar també a l'Escola Normal del Mackenzie College. El 1933, instal·la el seu taller en el barri paulista de Higienópolis, en el qual roman fins a 1952. El 1936, Anita va il·lustrar el llibre Cafundó de la Infància, de Carlos Lébeis.
Anita Malfatti va morir el dia 6 de novembre de 1964. Va ser enterrada en el Cementiri dels Protestants.